# Sid Eudy
Sidney Raymond Eudy (West Memphis, 16 de dezembro de 1960 – Marion, 26 de agosto de 2024) foi um lutador profissional norte-americano e ator, mais conhecido como Sid Vicious. Trabalhou na World Wrestling Federation onde foi campeão em duas oportunidades do WWF Championship com o ring name Sycho Sid.
- Continental Wrestling Association
  - CWA Heavyweight Championship (1 vez)
- NWA Georgia
  - NWA Georgia Heavyweight Championship(1 vez)
- NWA Northeast
  - NWA Northeast Heavyweight Championship (1 vez)
- Southeastern Championship Wrestling
  - NWA Alabama Heavyweight Championship (1 vez)
  - NWA Southeastern Heavyweight Championship (Northern Division) (1 vez)
  - CWF Tag Team Championship (1 vez) - com Shane Douglas
- United States Wrestling Association
  - USWA Texas Heavyweight Championship (1 vez)
  - USWA Unified World Heavyweight Championship (2 vezes)
- World Championship Wrestling
  - WCW United States Heavyweight Championship (1 vez)
  - WCW World Heavyweight Championship (2 vezes)
- World Wrestling Federation
  - WWF Championship (2 vezes)

- Wrestling Observer Newsletter awards
  - 5 Star Match (1991) com Larry Zbyszko, Barry Windham e Ric Flair vs. Sting, Brian Pillman, Rick Steiner e Scott Steiner (24 de fevereiro, WarGames match, WCW WrestleWar)

## Morte
Eudy morreu no dia 26 de agosto de 2024, aos 63 anos, vítima de um câncer.